# نوبت شما
نوبت شما یا هشتگ شما (#شما)، نام برنامه‌ای است که از تلویزیون فارسی بی‌بی‌سی پخش می‌شود و به شنیدن و نمایش دیدگاه‌های افراد گوناگون راجع به موضوعات متفاوت می‌پردازد. شرکت کنندگان در این برنامه از راه‌های مختلف از جمله تلفن (به عنوان رایج‌ترین راه) و پست الکترونیکی (ای میل) و پیام کوتاه و همچنین وب کم در آن شرکت می‌کنند و به ارائه دیدگاه‌های خود راجع به موضوع ثابتی که از پیش در نظر گرفته و اعلام شده می‌پردازند. مجریان این برنامه عبارتند از:سیاوش اردلان، پونه قدوسی و ستار سعیدی. در هر برنامه معمولاً شخصی مسئول جستجوی دنیای وب در مورد موضوع تعیین شده‌است که معمولاً آخر برنامه به موضوعات متفرقه و کلی تر هم می‌پردازد. مجریان  این بخش عبارتند از: فرن تقی‌زاده، صنم دولتشاهی، نیما اکبرپور و ستار سعیدی.
در اردیبهشت ۱۳۹۱ تلویزیون فارسی بی‌بی‌سی اعلام کرد که به دنبال افزایش تعداد کسانی که در برنامه شرکت و به دیگران توهین می‌کردند، افترا می‌زدند یا صحبت‌های آزاردهنده می‌کردند و به دلیل حفاظت از حریم خصوصی افراد و برای جلوگیری از افترا، برنامه نوبت شما با تأخیر ۱۰ ثانیه‌ای از آن تاریخ پخش خواهد شد.

## منبع
1. 1 2  «Your Turn». ON The Media. ۱۹ ژوئن ۲۰۰۹. بایگانی‌شده از اصلی در ۲۶ نوامبر ۲۰۱۰. دریافت‌شده در ۲۱ ژوئن ۲۰۱۱.
2. ↑  چرا 'نوبت شما' با تأخیر ۱۰ ثانیه‌ای پخش می‌شود سایت بی‌بی‌سی